# Metec Continental Cyclingteam/Saison 2012
Dieser Artikel listet Erfolge und Fahrer des Radsportteams Metec Continental Cyclingteam in der Saison 2012 auf.

## Erfolge

### Erfolge in der UCI Europe Tour
In den Rennen der Saison 2012 der UCI Europe Tour gelangen die nachstehenden Erfolge.
| Datum   | Rennen                                            | Kat. | Fahrer         |
| ------- | ------------------------------------------------- | ---- | -------------- |
| 17. Mai | 3. Etappe Olympia’s Tour                          | 2.2  | Jeff Vermeulen |
| 6. Juni | Niederländischer Meister – Einzelzeitfahren (U23) | 2.2  | Peter Koning   |
| 4. Juli | 1. Etappe Course de la Solidarité Olympique       | 2.1  | Jeff Vermeulen |

## Platzierungen in UCI-Ranglisten
| UCI Continental Circuit | Platz |
| ----------------------- | ----- |
| UCI Europe Tour 2012    | 77    |

## Mannschaft
| Name              | Geburtstag        | Nationalität | Team 2011                   |
| ----------------- | ----------------- | ------------ | --------------------------- |
| Umberto Atzori    | 7. Januar 1988    | Niederlande  | Neoprofi                    |
| Jurrien Bosters   | 30. April 1991    | Niederlande  | Neoprofi                    |
| Dex Groen         | 8. August 1990    | Niederlande  | Neoprofi                    |
| Luc Hagenaars     | 27. Juli 1987     | Niederlande  | Team Eddy Merckx-Indeland   |
| Bob van de Hengel | 30. Mai 1993      | Niederlande  | Neoprofi                    |
| Dries Hollanders  | 31. Juli 1986     | Belgien      | An Post-Sean Kelly          |
| Peter Koning      | 3. Dezember 1990  | Niederlande  | Neoprofi                    |
| Adrie Lindeman    | 21. Oktober 1985  | Niederlande  | Neoprofi                    |
| Paul Moerland     | 23. März 1993     | Niederlande  | Neoprofi                    |
| Flavio Pasquino   | 24. Juni 1973     | Niederlande  | Neoprofi                    |
| Elmar Reinders    | 14. März 1992     | Niederlande  | Neoprofi                    |
| Joey van Rhee     | 14. November 1992 | Niederlande  | Neoprofi                    |
| Dennis Smit       | 18. Februar 1981  | Niederlande  | Ubbink-Syntec (2007)        |
| Jeff Vermeulen    | 7. Oktober 1988   | Niederlande  | Cyclingteam de Rijke        |
| Robin Wennekes    | 27. Juni 1992     | Niederlande  | Neoprofi                    |
| Jeffrey Wiersma   | 20. April 1987    | Niederlande  | Van Vliet EBH Elshof (2010) |